# La Pineda de Santa Cristina
La Pineda de Santa Cristina és una urbanització a cavall dels termes municipals de la Bisbal del Penedès (Baix Penedès), que concentra la major part del nucli de població, i de Rodonyà (Alt Camp). Està limitada per l'AP-2 al nord i la C-51 al sud (carretera que transcorre pel Coll de la Rubiola). La zona fou ubanitzada als anys 60 i 70 del segle xx i actualment hi resideixen 96 veïns.